# 中格罗宁根
中格罗宁根（荷蘭語：Midden-Groningen）是荷兰格罗宁根省的一个市镇。该市镇是由前市镇霍赫贊德-薩珀梅爾、斯洛赫特伦和门特沃尔德于2018年1月1日在格罗宁根省2013-2018年市镇重组中合并而成。

## 图集

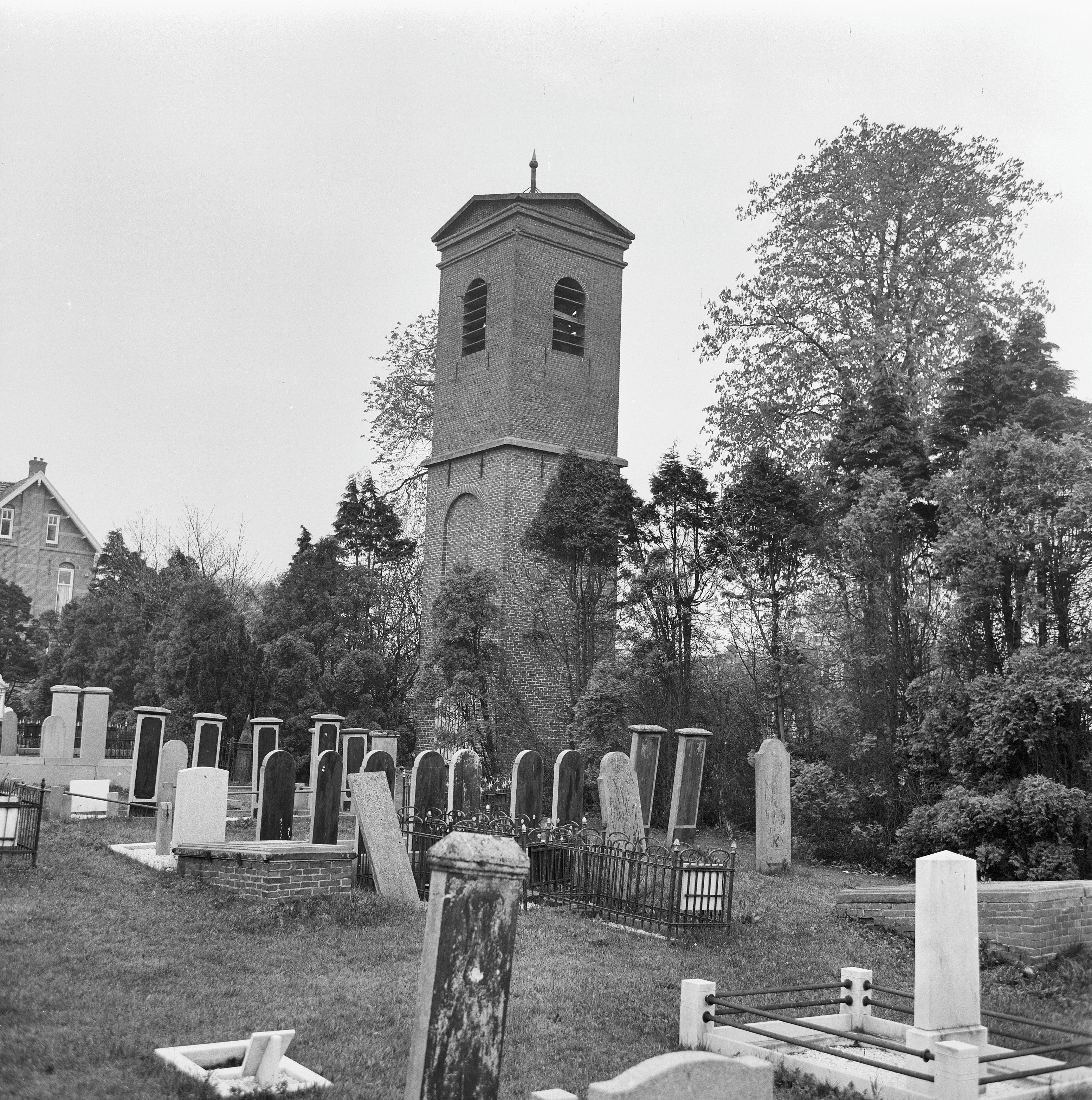
霍赫贊德的墓地
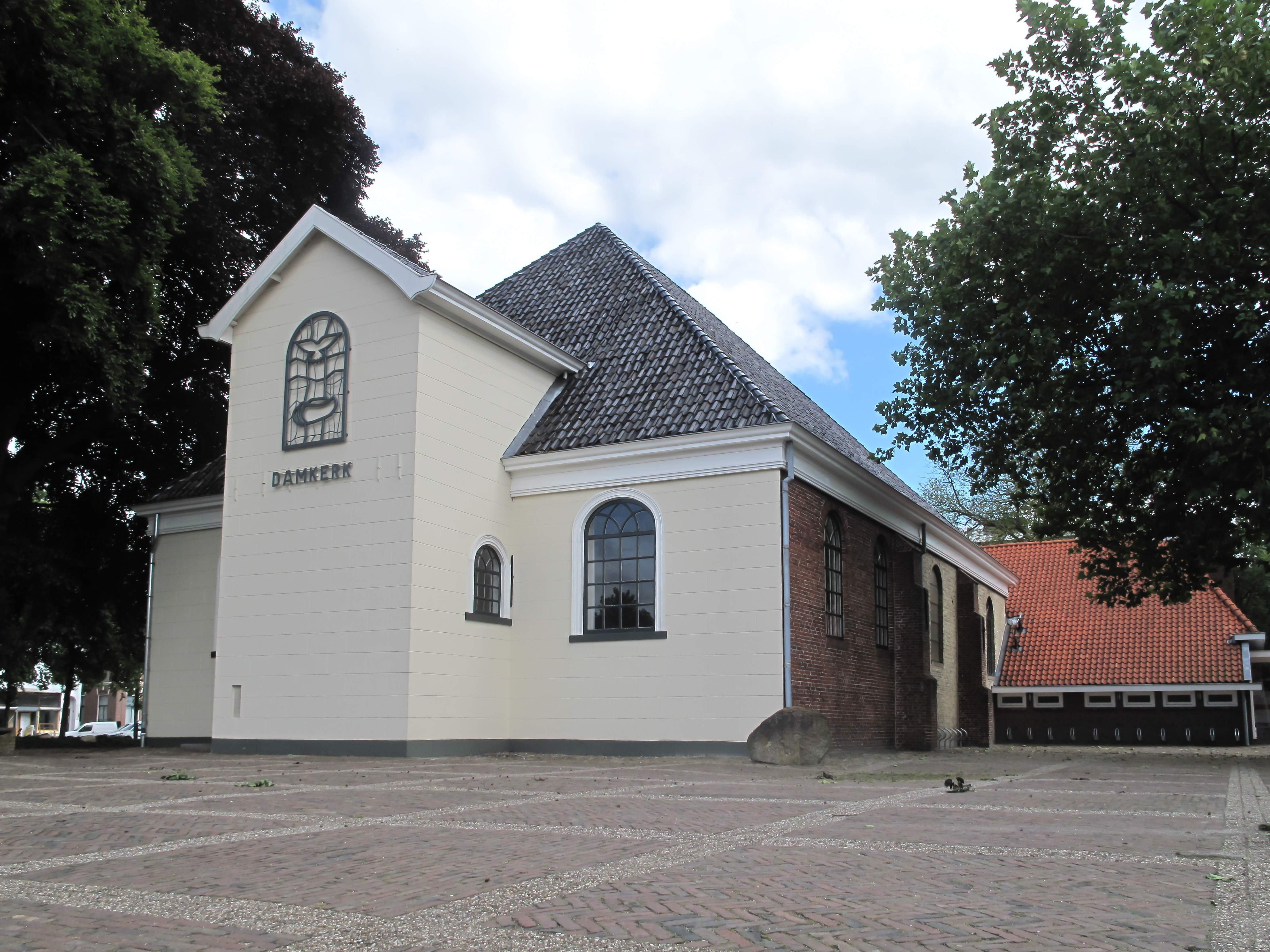
霍赫贊德的堤坝教堂（Damkerk）
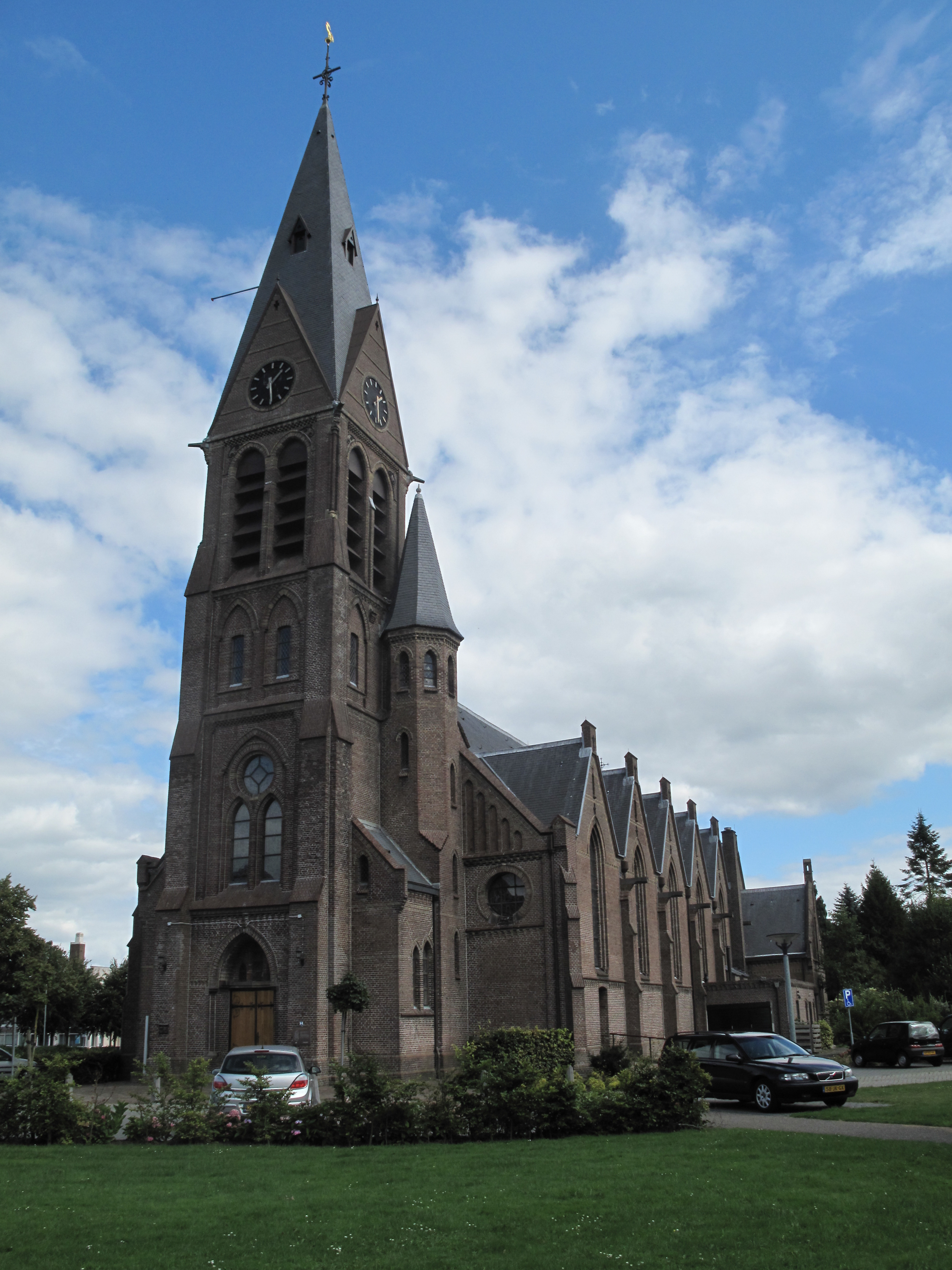
薩珀梅爾的圣威利布罗德教堂（Sint Willibrorduskerk）
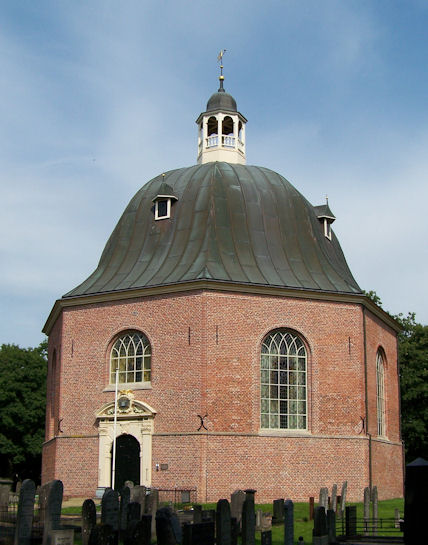
薩珀梅爾的圆顶教堂
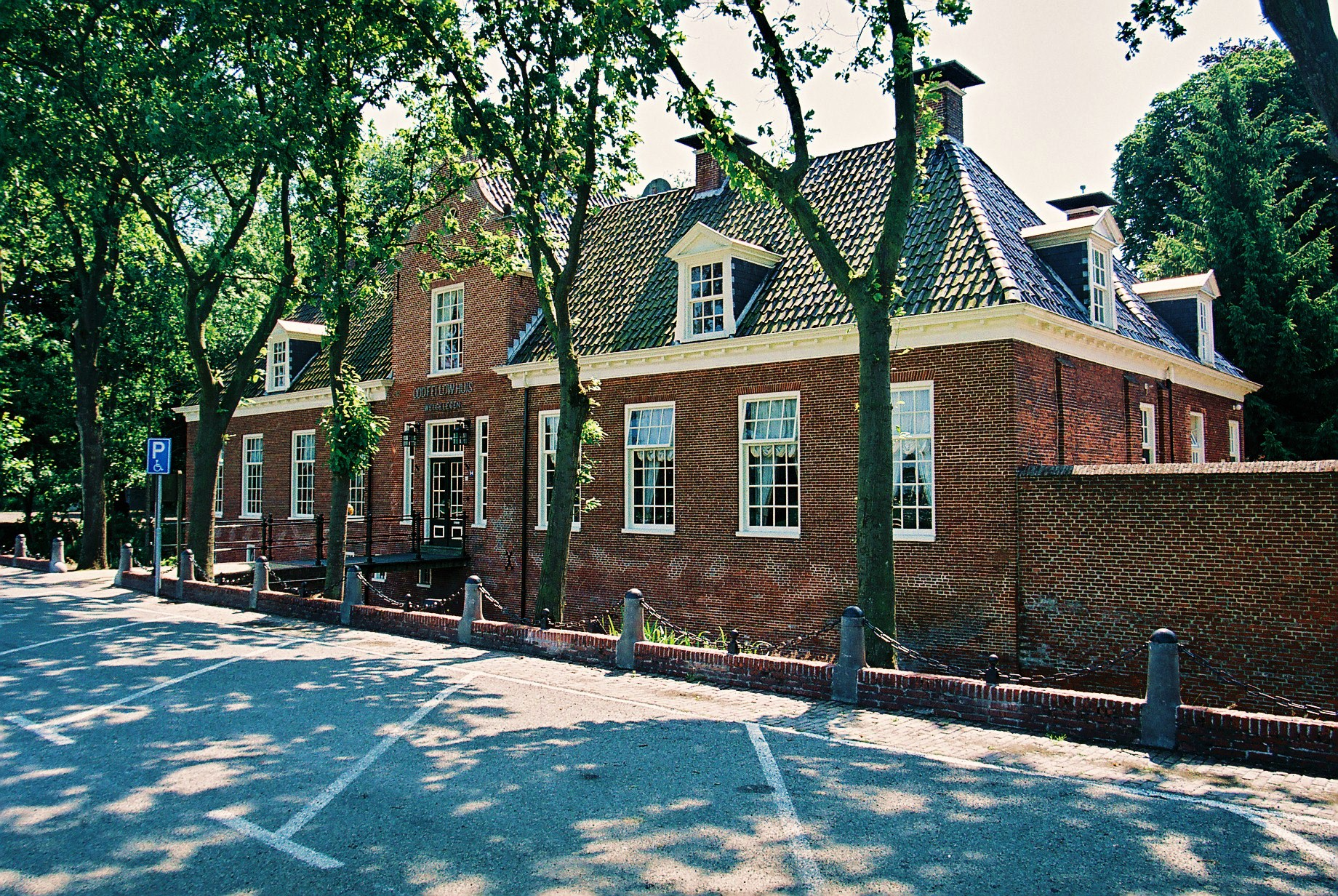
薩珀梅爾的韦尔赫莱亨堡（Borg Welgelegen）